# Ligne de Lexos à Montauban-Ville-Bourbon
La ligne de Lexos à Montauban-Ville-Bourbon est une ligne ferroviaire française à écartement standard et à voie unique non électrifiée de la région Midi-Pyrénées. Elle reliait les gares de Lexos (commune de Varen) et de Montauban en suivant la vallée de l'Aveyron.
Aujourd'hui, la ligne est totalement déferrée. Une grande partie de la ligne a été utilisée pour la route départementale D115.

## Tracé
De Lexos à Nègrepelisse, elle est établie dans les gorges sinueuses et encaissées de l'Aveyron au moyen de plusieurs ponts et tunnels.
Elle s'en écarte ensuite et rejoint Montauban, au terme d'une longue ligne droite et atteint la gare de Montauban-Ville-Nouvelle, seule gare de la ville se trouvant sur la rive droite du Tarn.
1,7 km plus loin, un saut-de-mouton, désormais détruit, lui permet de passer au dessus de la ligne des Aubrais - Orléans à Montauban-Ville-Bourbon. Elle décrit enfin un large arc de cercle, franchit le Tarn et atteint la gare du quartier Villebourbon. La ligne d'Orléans, plus tardive, n'a pas réutilisé le viaduc sur le Tarn, préférant un tracé plus direct et un ouvrage plus long.

### Profil
Malgré son parcours sinueux dans sa portion orientale, le profil de cette ligne établie en plaine ou dans la vallée était assez facile avec des rampes très courtes (de quelques centaines de mètres) à l'exception de la section de Montauban-Ville-Bourbon à Montauban-Ville-Nouvelle, en montée continue de 4,7 ‰.

### Ouvrages d'art
Tous les tunnels et grands ponts ont été bâtis pour la double voie, laquelle n'a jamais été posée en dehors des gares.
La section de Lexos à Nègrepelisse a nécessité trois viaducs sur l'Aveyron et cinq tunnels de percements ainsi que plusieurs ouvrages de soutènements et ponts plus petits sur des ruisseaux et routes :
- le viaduc de Montrosies (4 arches de 15 m) ;
- le tunnel de Saint-Antonin (215 m[2]) ;
- le viaduc de Bône ou Bonne (3 arches de 20 m[3]) ;
- le tunnel de Bône ou du Capucin (193 m[4]) ;
- le viaduc de Brousses (5 arches de 12 m) ;
- le tunnel de Brousses (260 m[5]) ;
- le tunnel de Gourgnac (111 m[6]) ;
- le tunnel de Bruniquel ou de Caussanus (151 m[7]).

Dans la section en plaine vers Montauban, la ligne comportait peu de terrassements et un seul ouvrage conséquent : le pont de Montauban (actuel pont de l'Avenir) comportant 7 arches de 23 m d'ouverture (208 m au total).

La quasi-totalité des ouvrages de la ligne (à l'exception d'un pont routier, du talus et du pont sur la ligne d'Orléans) ont été réutilisés par la route D115 et plusieurs rues de l'agglomération de Montauban.

## Histoire
La ligne de Lexos à Montauban-Ville-Bourbon constitue un tronçon de l'itinéraire de Montauban au Lot concédé par décret impérial le 21 avril 1853 à Messieurs le comte de Morny, J. Masterman, le comte H. de Pourtalès-Gorgier, Matthiew Uzielli, Calvet-Rogniat, Samuel Laing, le marquis de Latour-Maubourg et Hutchinson.
Le 30 mars 1853 est constituée la Compagnie du chemin de fer Grand-Central de France. Cette compagnie est autorisée par un décret impérial du 30 juillet 1853 qui autorise aussi sa substitution aux concessionnaires initiaux de la ligne.
Les promoteurs de la compagnie avaient, entre autres ambitions, de désenclaver le bassin houiller d’Aubin.
Cette ligne répond moins d’une préoccupation de desserte locale que d’un besoin de transport minier et sidérurgique. 
L’ingénieur de la compagnie précise : « Vous savez comme moi que j’avais pour mission de tracer aux produits minéraux du bassin houiller de l’Aveyron et des grandes usines de Decazeville et d’Aubin, la voie la plus courte pour atteindre la vallée de la Garonne en un point qui leur permit de paraître avec un égal avantage sur les marchés de Toulouse, Agen et Bordeaux ».
Les travaux sont adjugés fin décembre 1853 à l’entrepreneur Lacroix pour un montant de 165 000 f/km. En janvier 1854 le matériel d’exploitation est commandé pour 28 locomotives et tenders, 19 voitures de première classe, 36 de deuxième, 76 de troisième classe, 19 fourgons à bagages, 4 wagon-écuries, 225 wagons couverts, 225 plates-formes et 200 wagon à houille et minerais.
Face à la pénurie de rails qui sévit à l’époque consécutive à l’expansion ferroviaire en France et du retard de l’administration à autoriser les compagnies d’importer des rails de Grande-Bretagne, la compagnie achète le domaine minier et industriel d’Aubin (y compris Bruniquel) pour assurer la sécurité de ses approvisionnements.
À la fin de 1855, les travaux, menés trop à la hâte et la compagnie mettant en place une surveillance accrue, sont confiés à un autre entrepreneur, Calley Saint Paul.
À la suite de la déconfiture financière de la Compagnie du chemin de fer Grand-Central de France, son démantèlement est organisé en 1857 au profit de la Compagnie du chemin de fer de Paris à Orléans et de la constitution de la Compagnie des chemins de fer de Paris à Lyon et à la Méditerranée. La Compagnie du chemin de fer de Paris à Orléans récupère notamment la concession de la ligne « de Montauban au Lot » par la convention signée le 11 avril 1857 avec le ministre des Travaux publics. Cette convention est approuvée par décret le 19 juin 1857.
La ligne est ouverte au service commercial le 30 août 1858 entre Montauban et Saint-Christophe, près de Marcillac.
Dès son ouverture la ligne capte l’essentiel du trafic sidérurgique et minier d’Aubin et Decazeville. En 1859, elle transporte 33 000 tonnes de charbon entre Capdenac et Montauban. Elle précipite le déclin de la navigation sur le Lot et du roulage.
En 1862, l’ouverture de la ligne Capdenac - Brive par Figeac donne une nouvelle vigueur au trafic de Montauban au Lot. Désormais, il est possible de se rendre de Toulouse à Paris par Montauban, Lexos, Figeac, Brive et Périgueux où on prend la correspondance pour Paris.
Cet âge d’or est de courte durée, car en 1864 est ouverte la ligne Toulouse - Lexos par Saint-Sulpice et Tessonnières. La ligne de Montauban au Lot voit son trafic péricliter, pour être finalement marginalisée à la suite de l’ouverture de la ligne de Montauban à Brive par Cahors et Souillac sur la radiale Paris-Toulouse actuelle.
La ligne est fermée (puis déferrée) en 1955.

## Galerie de photographies

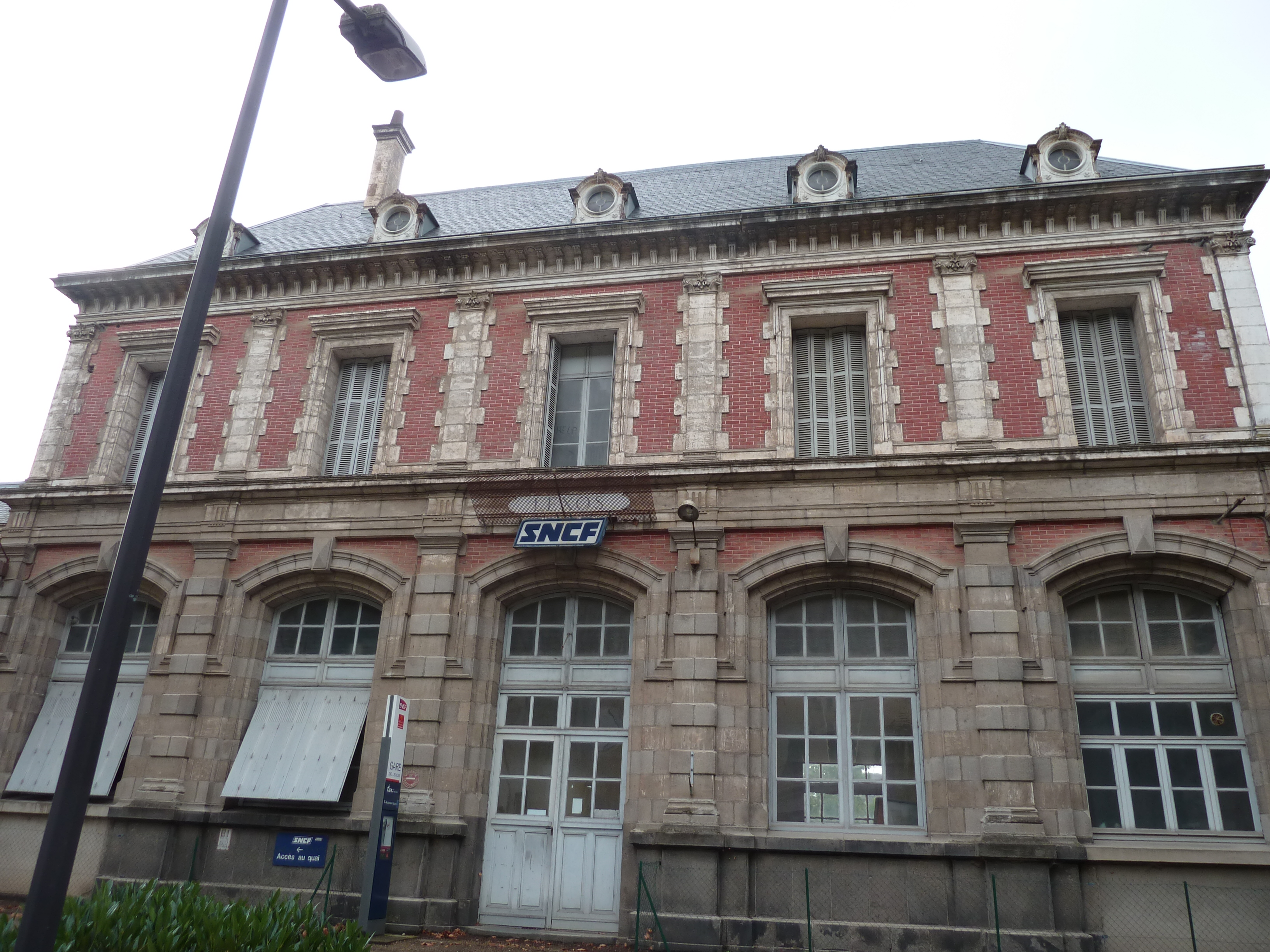
Gare de Lexos - Bâtiment voyageurs.
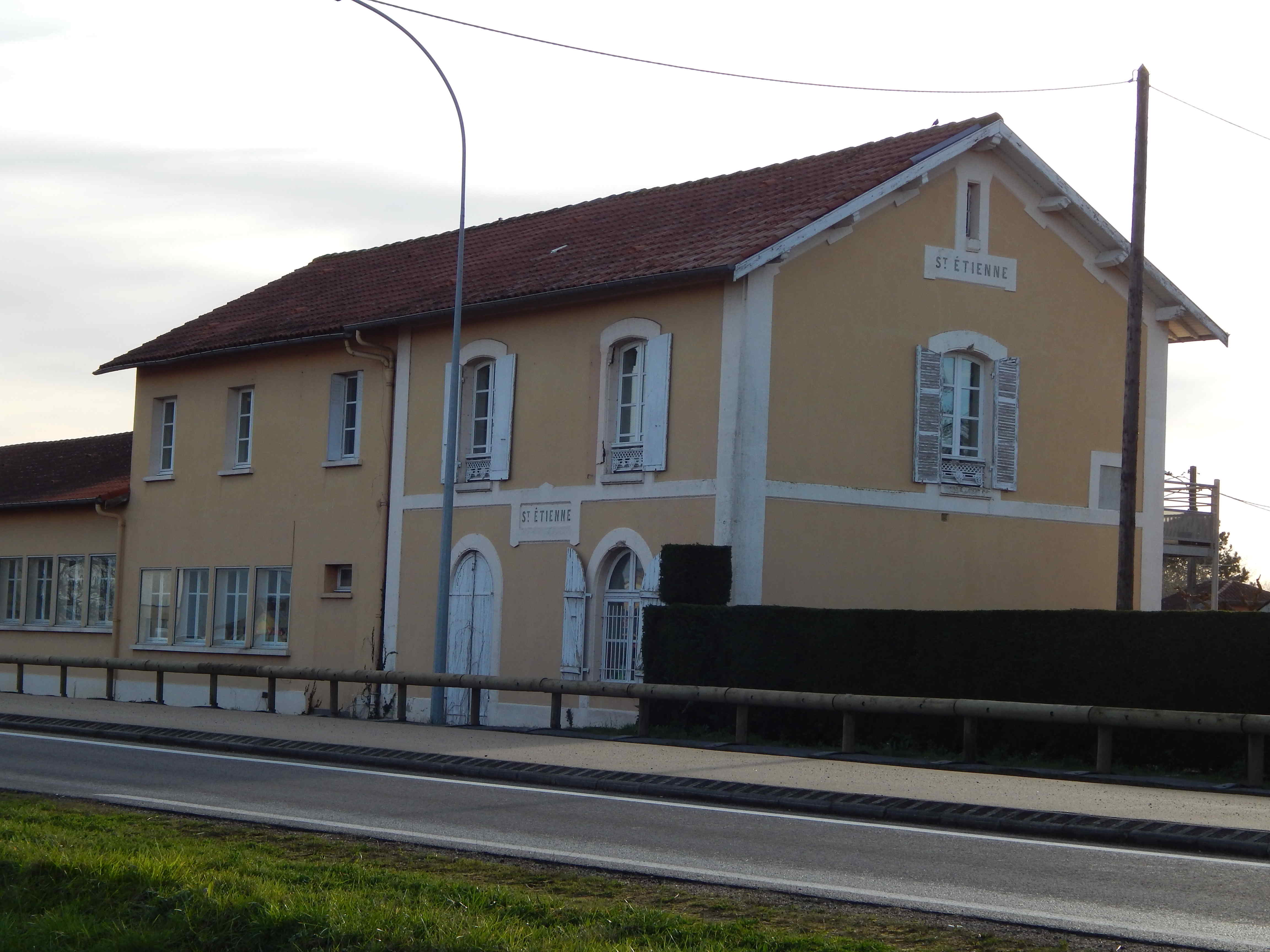
Ancienne gare de Saint-Étienne-de-Tulmont, (devenue la base de l’École Publique Élémentaire) vue du côté route touristique construite sur l'ancienne voie ferrée.
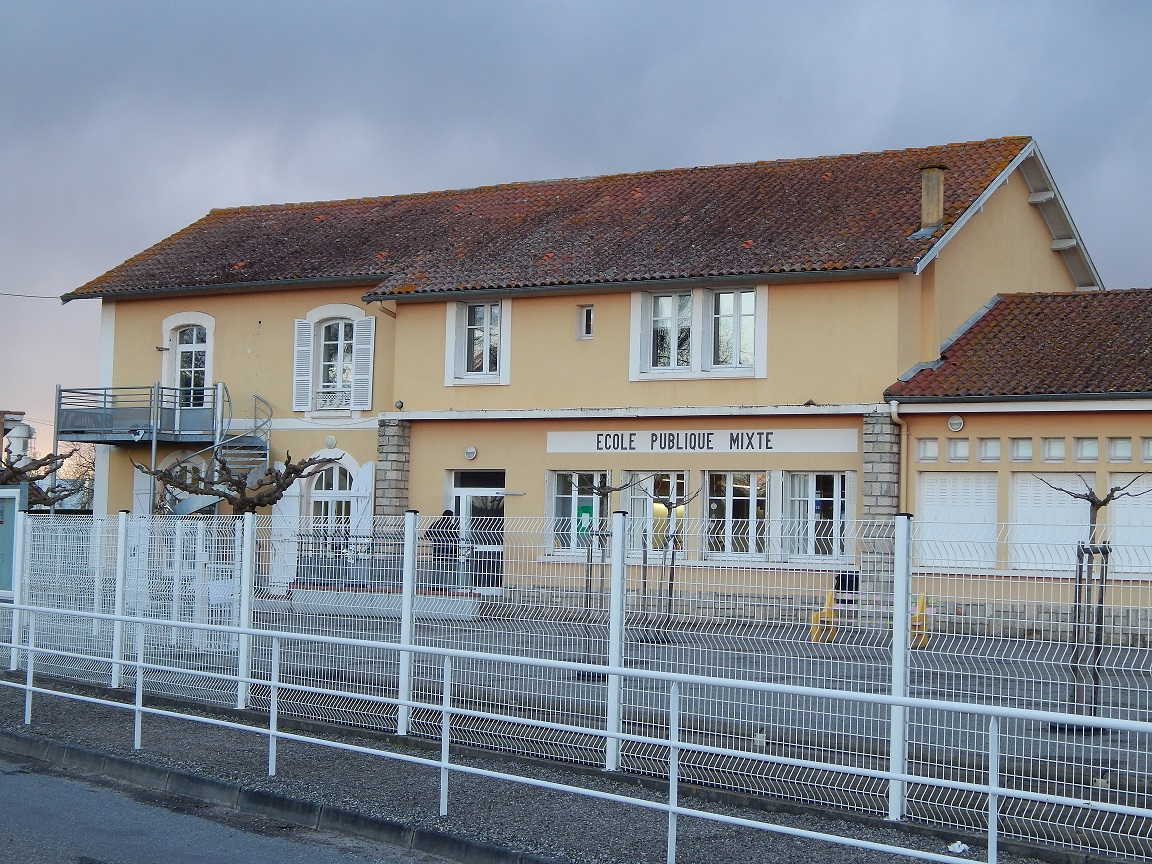
Ancienne gare de Saint-Étienne-de-Tulmont devenue la partie originelle de la nouvelle école publique.
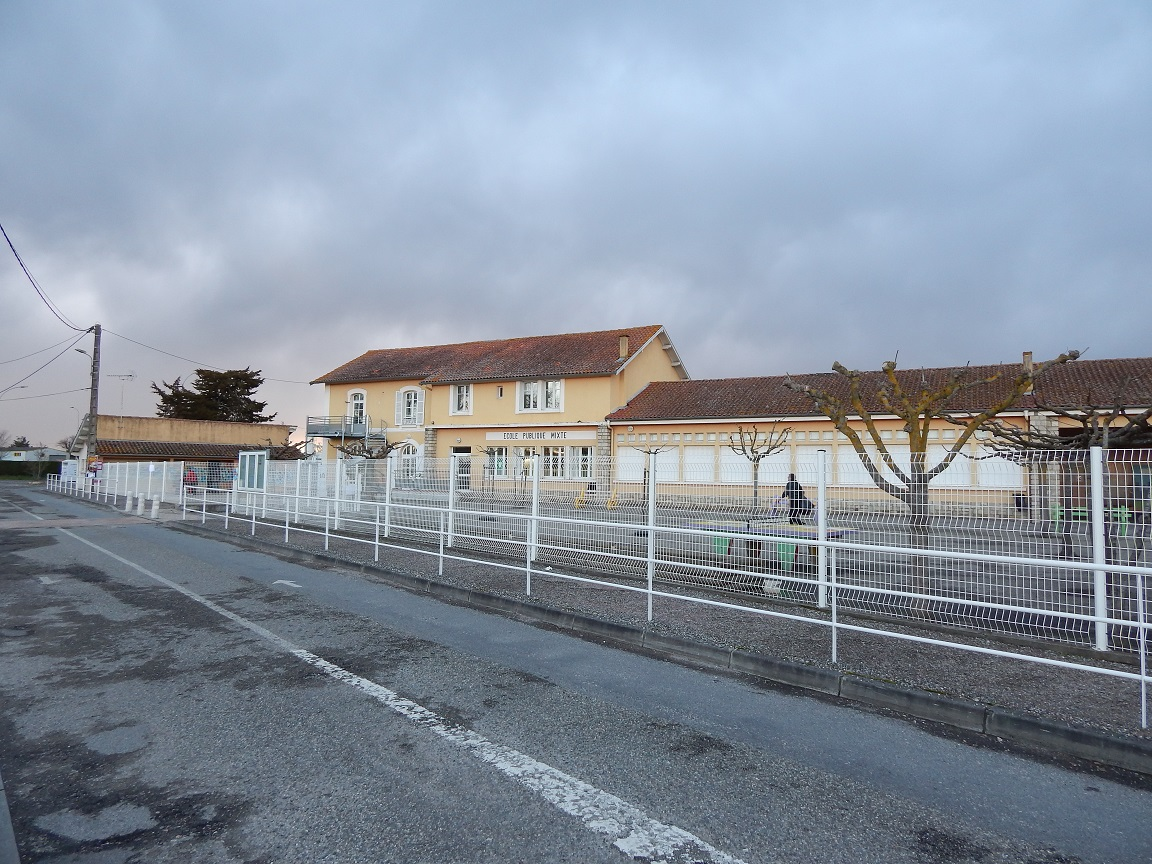
Extension de l'école publique de Saint-Étienne-de-Tulmont à partir du logement de fonction du chef de gare et des locaux de la gare proprement dite.
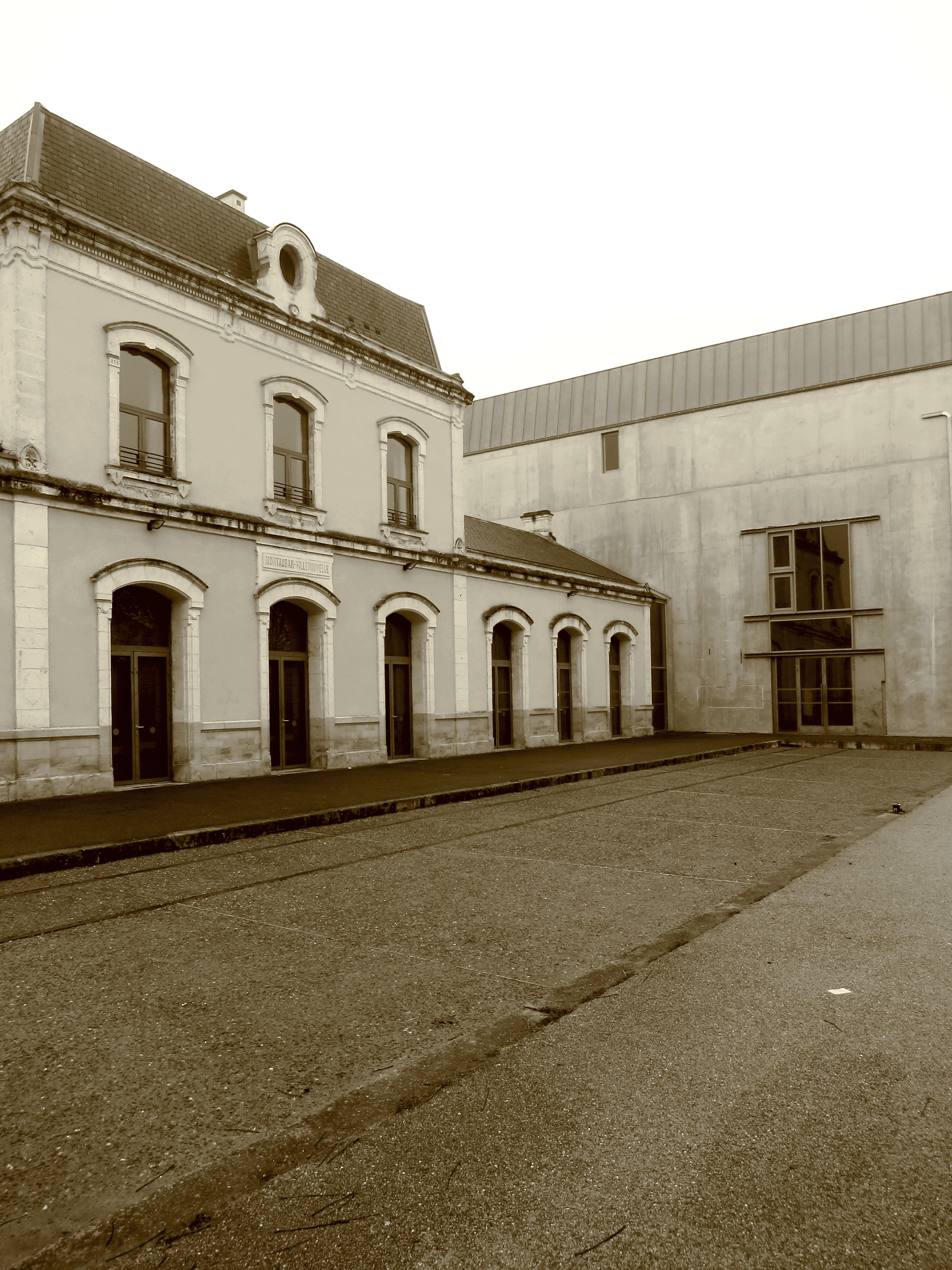
Gare de Montauban-Ville-Neuve accolée à la Salle Eurythmie.